# Olof Henell
Karl Olof Henell, född den 23 september 1910 i Motala, död den 26 december 1988 i Lund, var en svensk företagsekonom.
Henell diplomerades från Handelshögskolan i Göteborg 1933 och blev Master of Science vid Columbia University 1937. Han var konsult och vice verkställande direktör vid annonsbyrån Günther & Bäck i Stockholm och Malmö 1947–1955. Henell blev ekonomie doktor i Göteborg 1953. Han var professor vid Svenska handelshögskolan i Helsingfors 1955–1962 och professor i företagsekonomi vid Lunds universitet 1963–1977. Henell invaldes som ledamot av Humanistiska Vetenskapssamfundet i Lund 1967. Han är begravd på Östra kyrkogården i Göteborg.